# GP Günter Papenburg
Die GP Günter Papenburg AG ist eine Unternehmensgruppe aus Hannover, die von Günter Papenburg gegründet wurde. Sie ist in den Bereichen Bau, Rohstoffe und Spedition, Betonwaren, Baumaschinen und Entsorgung tätig.

## Geschichte

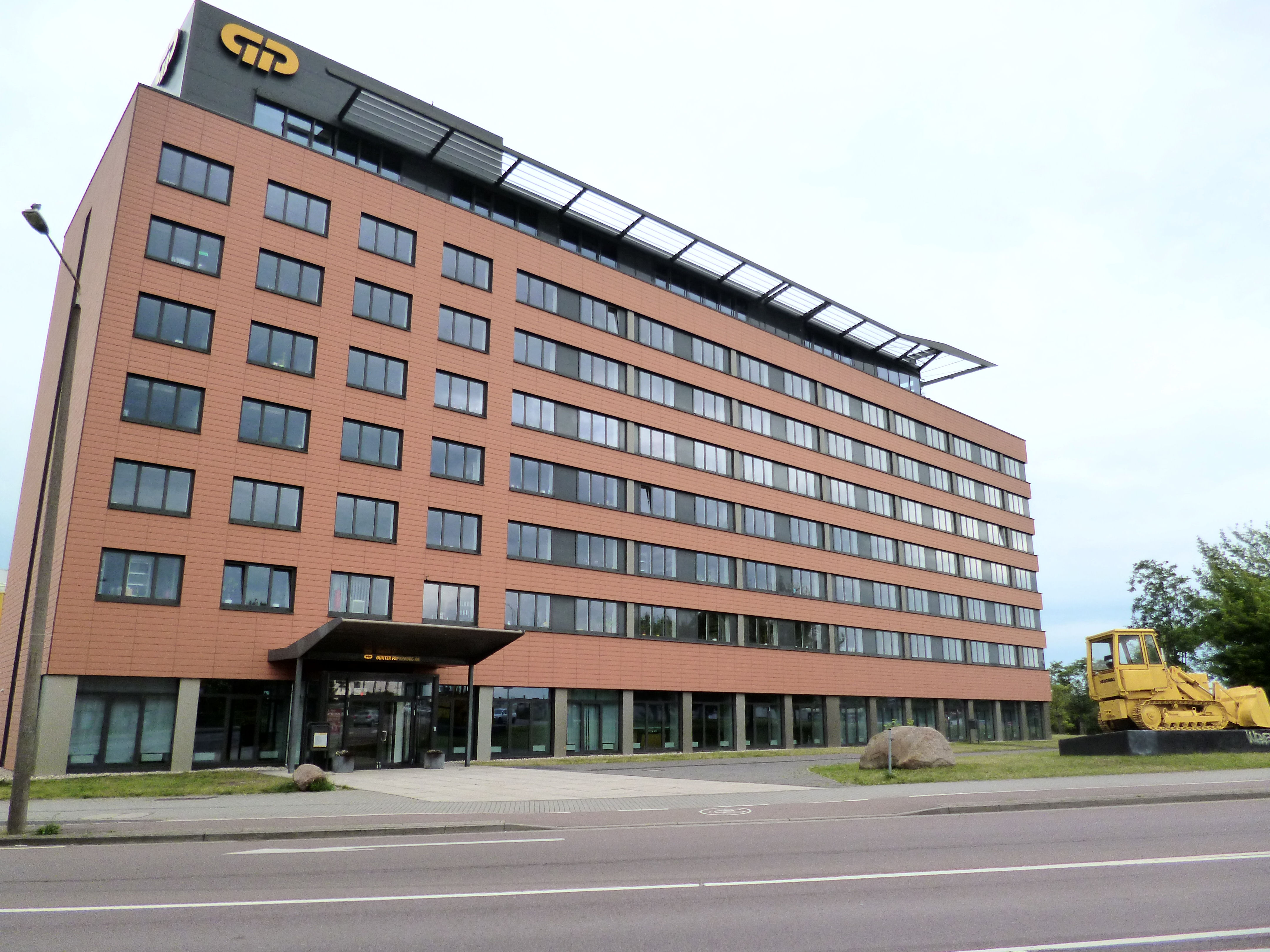
Gebäude der Niederlassung Halle (Saale)

1963 gründete Günter Papenburg sein erstes Unternehmen als Fuhrbetrieb. Durch Baustoffhandel bedingt gelang ihm eine größere Expansion. 1977 gründete er eine Straßen- und Tiefbau-Unternehmung. 1984 beteiligte er sich zu einem Drittel an der hannoverschen Hanomag – diese Beteiligung endete im Jahr 1996.
Ein Expansionssprung gelang ihm in den Wendejahren um 1990 durch die Übernahmen verschiedener ehemaliger Volkseigener Betriebe (VEB). Durch diverse Zukäufe und Neugründungen entwickelte sich die Unternehmensgruppe auch außerhalb der Baubranche.

## Struktur des Unternehmens

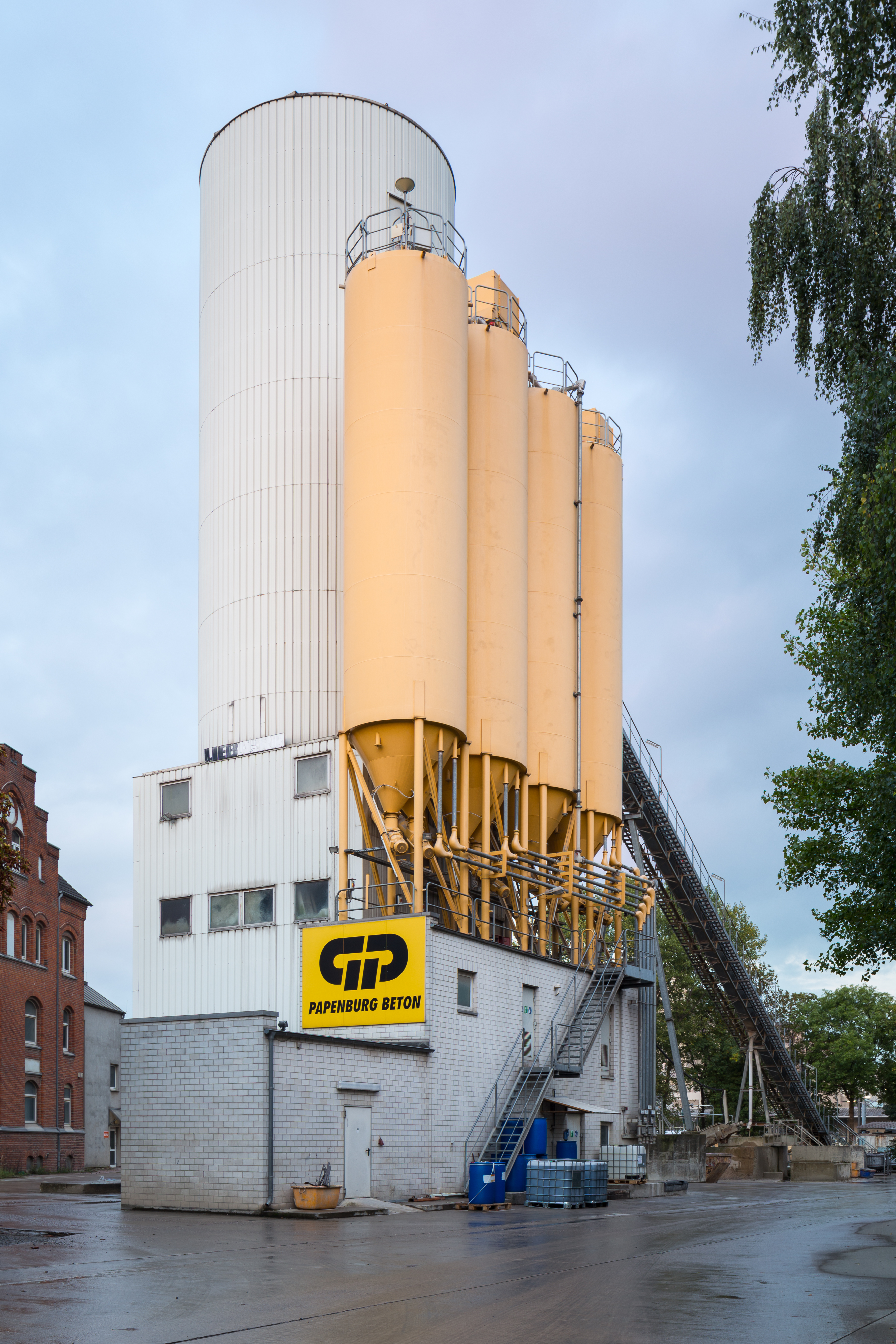
Betonmischanlage des Bauunternehmens von Günter Papenburg in Misburg

Tochtergesellschaften der GP Günter Papenburg AG sind:

### Bauunternehmen
- GP Hoch- und Ingenieurbau GmbH
- GP Papenburg Baugesellschaft mbH
- GP Verkehrswegebau GmbH
- TOO Papenburg Intl. Kasachstan

### Rohstoffe
- GP Alster Kies GmbH

### Baustoffe
- Gala-Lusit-Betonsteinwerke GmbH
- GP Alster Beton GmbH
- GP Betonwerke Ost GmbH
- GP Betonwerke West GmbH
- GP Papenburg Asphaltmischwerke GmbH
- GP Papenburg Betonfertigteilwerk GmbH
- GP Papenburg Betonwerke GmbH
- GP Papenburg Betonwerke Nord GmbH

### Entsorgung
- Electrocycling GmbH, Goslar
- Noris Entsorgung GmbH, Hannover
- GP Papenburg Entsorgung Ost GmbH, Leipzig
- GFR Gesellschaft für die Aufbereitung und Verwertung von Reststoffen GmbH, Hannover
- Entsorgungszentrum Salzgitter GmbH, Salzgitter
- REHa GmbH, Hannover

### Baumaschinen und Anlagen
- GP Papenburg Maschinenbau GmbH, Nordhausen, ehem. HBM-NOBAS (1998–2015)
- GP Papenburg Maschinentechnik GmbH
- GP Steuerungs- und Anlagenbau GmbH

### Sonstige
- Intrans Nutzfahrzeuge GmbH
- Bau- und Verwaltungsges. mbH
- The Cube GmbH Baustoffprüfung
- Gala-Lusit Betonsteinwerke GmbH